# 麻叶荨麻
麻叶荨麻（学名：Urtica cannabina）为荨麻科荨麻属的植物。

## 形态
多年生草本，被有短柔毛和螯毛，如果触碰螯毛会感到奇痛；茎直立具有棱；叶子对生，掌状深三裂或全裂，裂片再次羽状分裂；夏季开花，花单性，雌雄同株或异株；花序位于茎上部叶腋，长而分枝，密生花簇成穗状。

## 分布
分布在欧洲、伊朗、西伯利亚、蒙古、中亚以及中国大陆的黑龙江、内蒙古、河北、新疆、陕西、吉林、甘肃、辽宁、四川、山西等地，生长于海拔800米至2,800米的地区，多生长于丘陵性草原、河谷、沙丘坡上、坡地、河漫滩及溪旁，目前尚未由人工引种栽培。

## 别名
焮麻（种子植物名称） 火麻（甘肃） 哈拉海（小兴安岭） 蝎子草、赤麻子（河北）

## 异名
- Urtica cannabina L. f. angustiloba Chu